# ویلیام بی لنوا
ویلیام بی لنوا (به انگلیسی: William B. Lenoir) فضانورد اهل کشور ایالات متحده آمریکا است که در ۱۴ مارس ۱۹۳۹ میلادی در میامی (فلوریدا) زاده شد. وی در مأموریت اس‌تی‌اس-۵ حضور داشته است.